# Las Mesas I
Las Mesas I är en ort i Mexiko.   Den ligger i kommunen San Miguel Totolapan och delstaten Guerrero, i den södra delen av landet, 210 km sydväst om huvudstaden Mexico City. Las Mesas I ligger 582 meter över havet och antalet invånare är 243.
Terrängen runt Las Mesas I är kuperad åt nordväst, men åt sydost är den bergig. Runt Las Mesas I är det glesbefolkat, med 12 invånare per kvadratkilometer. Närmaste större samhälle är San Miguel Totolapan, 18,6 km norr om Las Mesas I. I omgivningarna runt Las Mesas I växer huvudsakligen savannskog.